# Edílson da Silva Ferreira
Edílson da Silva Ferreira, más conocido como Edílson (Salvador, 17 de septiembre de 1971), es un exfutbolista brasileño. Jugó como delantero, principalmente con Palmeiras y Corinthians. Fue Campeón del Mundo con la Selección de Brasil en el Mundial Corea-Japón 2002.

## Trayectoria
En 1998, recibió la «Pelota Dorada», otorgada al mejor jugador del Campeonato Brasileño Serie A. Durante su temporada en el Corinthians fue el ganador del Balón de Oro del Mundial de Clubes 2000 en el que resultó campeón con su equipo. Actualmente se encuentra arrestado tras no pagar una pensión alimentaria en Brasil.

### Selección nacional
Su debut se produjo el 24 de junio de 1993, en un amistoso con victoria 3 a 0 sobre Paraguay. Con su selección, disputó la Copa América jugada ese mismo año, en la que Brasil fue eliminado en cuartos de final por Argentina, quien sería el campeón. Luego, Luis Felipe Scolari lo lleva a la Copa Mundial de Fútbol de 2002 en Corea-Japón, de la cual se consagraría campeón del mundo con la Selección de Brasil.

### Participaciones en Copas del Mundo
| Mundial                        | Sede                 | Resultado | Partidos | Goles |
| ------------------------------ | -------------------- | --------- | -------- | ----- |
| Copa Mundial de Fútbol de 2002 | Corea del Sur- Japón | Campeón   | 4        | 0     |

## Clubes
| Club            | País                   | Año         |
| --------------- | ---------------------- | ----------- |
| Industrial      | Brasil                 | 1987 - 1990 |
| Tanabi          | Brasil                 | 1991        |
| Guarani         | Brasil                 | 1992        |
| Palmeiras       | Brasil                 | 1993 - 1994 |
| Benfica         | Portugal               | 1994 - 1995 |
| Palmeiras       | Brasil                 | 1995        |
| Kashiwa Reysol  | Japón                  | 1996 - 1997 |
| Corinthians     | Brasil                 | 1997 - 2000 |
| Flamengo        | Brasil                 | 2000 - 2001 |
| Cruzeiro        | Brasil                 | 2002        |
| Kashiwa Reysol  | Japón                  | 2002 - 2003 |
| Flamengo        | Brasil                 | 2003 - 2004 |
| Vitória         | Brasil                 | 2004        |
| Al-Ain          | Emiratos Árabes Unidos | 2005        |
| São Caetano     | Brasil                 | 2005        |
| Vasco da Gama   | Brasil                 | 2006        |
| Vitória         | Brasil                 | 2007        |
| Bahia           | Brasil                 | 2010        |
| Taboão da Serra | Brasil                 | 2016        |

## Palmarés

### Torneos estaduales
| Título               | Club                            | Estado/s                   | Año  |
| -------------------- | ------------------------------- | -------------------------- | ---- |
| Campeonato Paulista  | Sociedade Esportiva Palmeiras   | São Paulo                  | 1993 |
| Torneo Río-São Paulo | Sociedade Esportiva Palmeiras   | Río de Janeiro - São Paulo | 1993 |
| Campeonato Paulista  | Sociedade Esportiva Palmeiras   | São Paulo                  | 1994 |
| Campeonato Paulista  | Sport Club Corinthians Paulista | São Paulo                  | 1999 |
| Campeonato Carioca   | Clube de Regatas do Flamengo    | Río de Janeiro             | 2001 |
| Copa Sul-Minas       | Cruzeiro Esporte Clube          | Región Sur - Minas Gerais  | 2002 |
| Campeonato Baiano    | Esporte Clube Vitória           | Bahía                      | 2004 |

### Torneos nacionales
| Título                       | Club                            | País                   | Año     |
| ---------------------------- | ------------------------------- | ---------------------- | ------- |
| Campeonato Brasileño Serie A | Sociedade Esportiva Palmeiras   | Brasil                 | 1993    |
| Campeonato Brasileño Serie A | Sociedade Esportiva Palmeiras   | Brasil                 | 1994    |
| Campeonato Brasileño Serie A | Sport Club Corinthians Paulista | Brasil                 | 1998    |
| Campeonato Brasileño Serie A | Sport Club Corinthians Paulista | Brasil                 | 1999    |
| Copa de Campeones            | Clube de Regatas do Flamengo    | Brasil                 | 2001    |
| Copa Presidente de EAU       | Al-Ain Football Club            | Emiratos Árabes Unidos | 2004-05 |

### Torneos internacionales
| Título                            | Equipo                          | Sede                  | Año  |
| --------------------------------- | ------------------------------- | --------------------- | ---- |
| Copa Mundial de Clubes de la FIFA | Sport Club Corinthians Paulista | Río de Janeiro        | 2000 |
| Copa Mundial de Fútbol            | Selección de Brasil             | Corea del Sur - Japón | 2002 |

### Individual
- Balón de Oro de Copa Mundial de Clubes de la FIFA: 2000
- Bola de Ouro: 1998
- Bola de Prata: 1998
- Campeonato Carioca máximo goleador: 2001